# Lipcsei Tibor
Lipcsei Tibor (Budapest, 1954. június 13. –) magyar színész.

## Életpályája
Budapesten született, 1954. június 13-án. 1973-ban az Állami Déryné Színházban kezdte pályáját. 1976-tól a szolnoki Szigligeti Színház tagja volt. Színészként 1981-ben diplomázott Békés András osztályában, a Színház- és Filmművészeti Főiskolán. 1981–től a debreceni Csokonai Színházban játszott. 1986-tól a Népszínház, illetve a Budapesti Kamaraszínház társulatának tagja volt. 1991-től szabadfoglalkozású művész.

## Fontosabb színpadi szerepei
- William Shakespeare: Tévedések vígjátéka... Ephesusi Dromio, az egyik iker kísérője
- William Shakespeare: Athéni Timon... szereplő
- Fjodor Mihajlovics Dosztojevszkij: A Karamazov testvérek... Pjotr Iljics Perhotyin
- Carlo Goldoni: Két úr szolgája... Truffaldino
- Carlo Goldoni: Karnevál-végi éjszaka... Baldissera, legény
- Molière: A fösvény... Keszeg, Harpagon inasa
- Szophoklész: Aiasz... Odüsszeusz
- Jean Anouilh: Colombe... Julien
- Mark Twain: Tom Sawyer, mint detektív... Tom Sawyer
- Percy Bysshe Shelley: A Cenci-ház... Bernardo, Cenci gróf másik fia
- Iszaak Oszipovics Dunajevszkij: Szabad szél... Filip, matróz
- Alexandre Breffort: Irma, te édes... Precíz Pepi
- John Whiting: Ördögök... Le Laubardemont, a király különmegbízottja
- Ion Luca Caragiale: Az elveszett levél... Jordache Branzovenescu ügyvéd
- Vörösmarty Mihály: Csongor és Tünde... Kurrah
- Csiky Gergely: Buborékok... Róbert
- Katona József: Pártütés... Báró Dube András
- Bakonyi Károly – Szirmai Albert – Gábor Andor: Mágnás Miska... Mixi gróf
- Hubay Miklós – Ránki György – Vas István: Egy szerelem három éjszakája... Sándor, szelíd költő
- Szép Ernő: Patika... Csordás
- Móricz Zsigmond – Móricz Virág: Kivilágos kivirradtig... Péter
- Tamási Áron: Ördögölő Józsiás... Küszküpü, Józsiás embere, majd országnagy Tündérországban
- Páskándi Géza: A rejtekhely... Saint-Just
- Kocsis István: Megszámláltatott fák... Böss őrmester
- Babay József: Három szegény szabólegény... Cérna Gábor
- Sármándi Pál: Peti vigyázz!... Piros jelzés
- Taar Ferenc: Sírkő pántlikával... 1. munkás
- Száraz György: Gyilkosok... Schumacher, medikus
- Czakó Gábor: Édes hármas, avagy: Éljük túl Micit!... Berci

## Filmek, tv
- Ördögölő Józsiás
- Tom Sawyer, mint detektív
- Gyilkosok (1980)
- Shakespeare: Athéni Timon (1982)
- Csoda kell! – Kalmár Magda műsora (1982)